# Trzebiatów

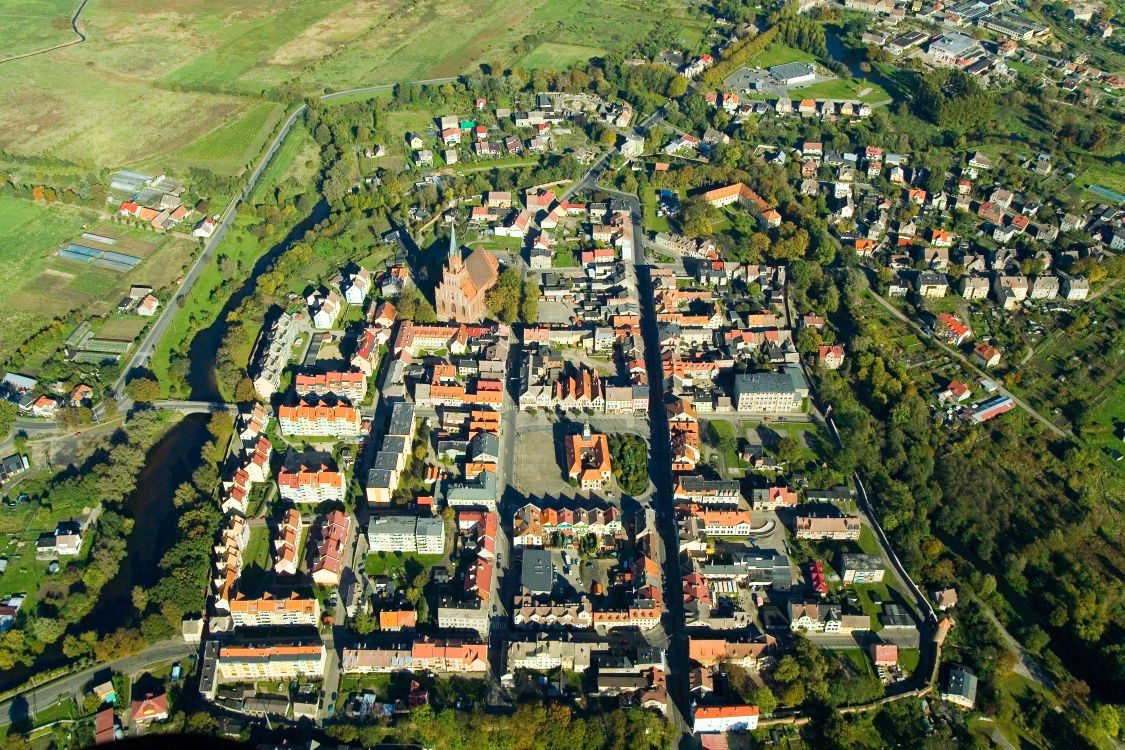
Vue de la vieille ville

Trzebiatów (prononcé [tʂɛˈbjatuf], en allemand : Treptow an der Rega) est une ville de la voïvodie de Poméranie-Occidentale, dans le nord-ouest de la Pologne. Elle fait partie du powiat de Gryfice (avant 1945 Greifenberg)

## Histoire

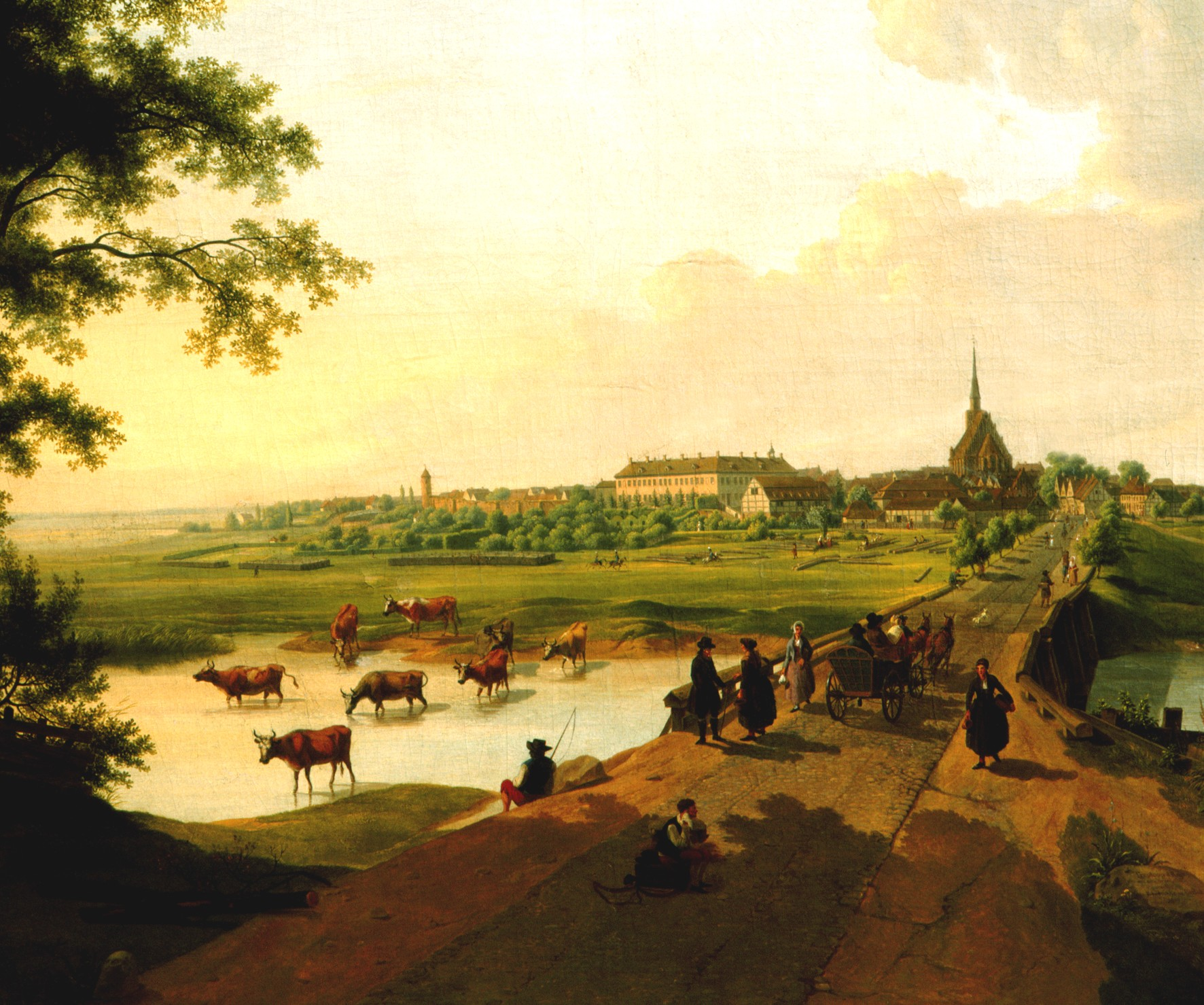
Vue de Treptow-sur-la-Rega en 1809 par Peter Ludwig Lütke (1759-1831)

Appelée avant 1945 Treptow an der Rega (Treptow sur la Rega), la ville a une importance significative pour l'histoire du protestantisme allemand. C'est ici en effet que Johannes Bugenhagen (1485-1558), surnommé Doctor Pomeranus, appela à rejoindre les idées réformatrices de Martin Luther en 1520, alors qu'il avait été vicaire catholique de la paroisse Sainte-Marie de Treptow à partir de 1509. Finalement le Landtag (la diète régionale) de Treptow adopte la Réforme luthérienne en 1534 et celle-ci s'impose à la Poméranie.
Auparavant la ville de Treptow, fondée vers le XIIe siècle, obtient ses privilèges de ville selon le droit de Lübeck en 1277. L'abbaye de Belbuck (de), fondée par les prémontrés en 1180 sous la protection du duc Casimir Ier de Poméranie, se trouve à proximité. Elle possédait trente-deux villages des environs. Lorsque la région passe à la Réforme au XVIe siècle, elle cesse d'exister et elle est détruite. 
Après la guerre de Trente Ans, Treptow entre en 1648 dans les possessions des Hohenzollern et fait partie du Brandebourg. À l'époque du royaume de Prusse, puis de l'Empire allemand, Treptow fait partie de l'arrondissement de Greifenberg-en-Poméranie au sein de la province de Poméranie. Elle connaît une certaine expansion économique lorsque la ligne de chemin de fer Colberg-Greifenberg (chef lieu de l'arrondissement) y passe en 1882, conduisant à l'installation de nouvelles manufactures et de petites unités d'industrie sucrière. Treptow atteint alors une population de 7 000 habitants vers 1890 et 10 908 habitants en 1939. Toute la population est expulsée après 1945 pour laisser la place à des Polonais chassés eux-mêmes d'Ukraine et la région entre alors dans la République de Pologne, devenue bientôt République populaire de Pologne.

## Personnalités
- Peter Friedrich Arndt (de) (1817-1866), mathématicien
- Ferdinand von Arnim (1814-1866), architecte et aquarelliste
- Eginhard von Barfus (1825-1909), écrivain
- Adam Bodnar (1977-), juriste et militant des droits de l'homme
- Heinrich von Reitzenstein (1796-1865), général
- Élisabeth de Wurtemberg (1767-1790), épouse du futur empereur François II
- Ferdinand Frédéric Auguste de Wurtemberg (1763-1834)

## Communications
Aéroport le plus proche: aéroport de Goleniów. La gare Trzebiatów a des connexions avec Kołobrzeg et Gryfice, Goleniów et Szczecin.